# Джон Бон Джоуви
Джон Бон Джоуви (на английски: Jon Bon Jovi, роден Джон Франсис Бонджови младши на английски: John Francis Bongiovi Jr.) е американски музикант, композитор и певец, основател и вокалист на групата Бон Джоуви. Роден е на 2 март 1962 г. в Пърт Амбой, щат Ню Джърси. Когато е на 4 семейството му се мести в град Сейървил, живее в Манхатън. Женен е за Доротеа Хърли и заедно имат четири деца.
Освен музикант, Джон Бон Джоуви е и актьор. Участвал е в сериалите „Али Макбийл“ и „Сексът и градът“ и в предизборната кампания за президент на Джон Кери. Притежава и отбор по американски футбол – Филаделфия Соул, заедно с Ричи Самбора. На 9 май 2009 г. Джон е въведен в Залата на славата на Ню Джърси. На 18 юни 2009 г., заедно със Самбора е въведен в Залата на славата на авторите на песни .

## Ранни години
Джон Бон Джоуви расте с мечтата да стане рок-звезда. През 1979 г. Джон формира The Atlantic City Expressway. Един от първите прослушани е 17-годишният Дейвид Брайън. The Expressway се ограничава с местна слава, но Джон привлича внимание. Дори Брус Спрингстийн обръща внимание на това. Джон ходи на училище от 8 сутринта, след като е свирил от 3 часа сутринта без да е спал. Малко по-късно среща Доротеа в часа си по история и, както той казва, „се хвана за нея с две ръце и никога не я е пускал“. През 1980 г. си намира работа в легендарната Power Station Studios като портиер и момче за всичко. Гладен за писмен договор, Джон пише и записва над 50 демо-записа през периода 1980 – 1983 г. През 1982 г. прави демо-запис на авторската му песен Runaway. Нищо не се получава, докато не отива в радиостанция в Ню Йорк, наречена WAPP. WAPP е била тогавашната рок радиостанция. На следващата година диджей пуска Runaway в спонсориран от станцията албум на местни творци. Както Джон казва „беше късмет“. С няколко големи лейбъла, които имат желанието да го „сграбчат“, Mercury Records му правят предложение, на което той не може да откаже. Тогава се обажда на Дейвид Браян, за да събере бандата отново. Дейвид го запознава с Алек Джон Съч. Алек го свързва с Тико Торес, който му препоръчва Ричи Самбора. Но Джон предпочита Дейвид „Змията“ Сабо (Skid Row). Ричи го разбира, но има огромно желание да бъде китарист. Той е бил наистина упорит и настойчив и е получил работата.
През 1985 г., когато излиза 7800° Fahrenheit, нараства нетърпимостта на Доротеа към неотменимите и дълги списъци с турнета и къса с Джон. След това, той се среща с актрисата Даян Лейн. Но малко по-късно Доротеа започва да му липсва и той се връща при нея, за да я моли да се съберат отново заедно. Двамата се женят на 29 април 1989 г. в Лас Вегас на бърза моментална церемония. След като The New Jersey Tour приключва, бандата решава да си вземе почивка. В същото време Емилио Естевес се свързва с Джон, защото иска да използва песента „Wanted Dead or Alive“ за филма Young Guns II. Джон му предлага да напише различна песен в „каубойски“ стил за него. Тогава се ражда Blaze Of Glory, който става хит #1. Джон се ориентира към филмите и започва да ходи на уроци по актьорско майсторство. Групата се връща в студиото, след като променят стила си на обличане и стила на музиката с албума Keep The Faith през 1992 г. Джон и Доротеа имат общо четири деца, Стефани Роуз, родена през 1993 г. Джеси Джеймс Луис, родено през 1995, Джейкъб през 2002 и Ромео през 2004. През времето, когато са родени първите две деца, Джон стартира филмовата си кариера, като започва да участва в няколко филма, въпреки, макар и в малки роли. Казва, че по времето на снимките на филмите му се е явила идеята за Destination Anywhere. Режисьорът на U-571 похвалва актьорската игра на Джон: „Запомнете думите ми, той ще стане огромна филмова звезда“.
Според списание „Пийпъл“ е един от най-красивите хора за 1996 г., а през 2000 г. го определя за „Най-сексапилната рок звезда“.

## Други данни
- Очи: сини
- Коса: светло кестенява до руса
- Височина: 1.78 (5'10)
- Баща: Джон Бонджиови страши (John Bongiovi, Sr., фризьор)
- Майка: Карол Шарки Бонджиови (Carol Sharkey Bongiovi, бивша цветарка, бивше Плейбой-зайче, настоящ президент на официалния фенклуб на Бон Джоуви)
- Братя: Антъни Майкъл (11. 10. 1966), Матю (30. 08. 1971)
- Съпруга: Доротеа Роуз Хърли, женят се на 29.04.1989 в Лас Вегас
- Деца: Stephanie Rose Bongiovi (31. 05. 199), Jesse James Louis Bongiovi (19. 02. 1995), Jacob Hurley (07. 05. 2002) и Romeo Jon Bongiovi (27. 03. 2004)
- Инструменти: китара, пиано, хармоника, кийборд
- Татуировки: татуировка на Супермен на лявото рамо, глава на бик на дясното рамо, малък дракон на левия глезен
- Идоли: Франк Синатра и Брус Спрингстийн

## Цитат
„Бяхме извън сцената пет години и всичко, което успяха да измислят за това време, са момчешки групи? Е, това е мъжка група.“ – Джон, 2000 г.

## Награди и номинации
- 1991 – Номинация за Оскар за най-добра песен за „Blaze Of Glory“[2]
- 1991 – Номинация на Наградите на MTV за Мъжко видео на годината и Най-добро видео от филм за „Blaze Of Glory“
- 1991 – Печели Златен глобус за Най-добра оригинална песен за „Blaze Of Glory“
- 1991 – Печели Американските музикални награди (AMA) за Любим сингъл за „Blaze of Glory“
- 2001 – доктор хонорис кауза от университета Монмут, Ню Джърси

## Дискография

### Албуми
- Bon Jovi (1984)
- 7800° Fahrenheit (1985)
- Slippery When Wet (1986)
- New Jersey (1988)
- Young Guns II / Blaze Of Glory (1990)
- Keep the Faith (1992)
- Cross Road (1994)
- These Days (1995)
- Fields Of Fire (1997)
- Destination Anywhere (1997)
- Crush (2000)
- One Wild Night Live 1985 – 2001 (2001)
- Bounce (2002)
- This Left Feels Right (2003)
- 100,000,000 Bon Jovi Fans Can't Be Wrong (1, 2, 3, 4) (2004)
- Have a Nice Day (2005)
- Lost Highway (2007)
- The Circle (2009)
- What About Now (2013)
- Burning bridges (2015)
- This house is not for sale (2016)

### Сингли
- Runaway (1983)
- She Don't Know Me (1984)
- Burning for Love(1984)
- Only Lonely (1985)
- In and Out of Love (1985)
- The Hardest Part Is the Night (1985)
- Silent Night (1986)
- You Give Love a Bad Name (1986)
- Livin'on a Prayer (1986)
- Wanted Dead or Alive (1987)
- Never Say Goodbye  (1987)
- Bad Medicine (1988)
- Born to Be My Baby  (1988)
- I'll Be There for You (1989)
- Lay Your Hands on Me (1989)
- Living in Sin (1989)
- Keep the Faith (1992)
- Bed of Roses (1993)
- In These Arms (1993)
- I'll Sleep When I'm Dead (1993)
- I Believe (1993)
- Dry County (1994)
- Please Come Home for Christmas (1994)
- Always (1994)
- Someday I'll Be Saturday Night (1995)
- This Ain't a Love Song (1995)
- Something for the Pain (1995)
- Lie to Me (1995)
- These Days (1996)
- Hey God (1996)
- Real Life (1999)
- It's My Life (2000)
- Say It Isn't So (2000)
- Thank You for Loving Me (2000)
- One Wild Night (2001)
- Wanted Dead or Alive (Live) (2001)
- Everyday (2002)
- Bounce (2002)
- Misunderstood (2002)
- All About Lovin'You (2003)
- The Distance (2003)
- It's My Life  (2003)
- Have a Nice Day (2005)
- Who Says You Can't Go Home (2005)
- Welcome to Wherever You Are (2006)
- (You Want To) Make a Memory (2007)
- Till We Ain't Strangers Anymore (2007)
- Lost Highway (2007)
- Whole Lot of Leavin (2008)
- We Weren't Born to Follow (2009)
- Superman Tonight (2010)
- When We Were Beautiful (2010)
- What Do You Got? (2010)
- No Apologies (2011)
- This Is Our House (2011)
- Because We Can (2013)
- What About Now (2013)
- We don't run (2015)
- This house is not for sale (2016)
- Touch of grey (2016)
- Reunion (2017)
- When we were us (2018)

### Компилации
- Cross Road, 10 октомври 1994 г.
- This Left Feels Right, 4 ноември 2003 г.
- Greatest Hits, 9 ноември 2010 г.

### Видео албуми
- Slippery When Wet: The Videos, 1987 г. (формат VHS)
- New Jersey The Videos, 1989 г. (формат VHS, видео CD)
- Keep the Faith: The Videos, 1994 г. (формат VHS)
- Cross Road: The Videos, 1994 г. (формат VHS, видео CD)
- Breakout: Video Singles, 1995 г. (формат VHS)
- Greatest Hits – The Ultimate Video Collection, ноември 2010 г. (формат DVD)

### Видео / Live-Видео
- Keep the Faith: An Evening with Bon Jovi, февруари 1993 г. (Live-концерт VHS)
- Live From London, ноември 1995 г. (Live-концерт VHS)
- The Crush Tour, 4 декември 2000 г.
- This Left Feels Right Live, 10 февруари 2004 г.
- Lost Highway: The Concert, 23 ноември 2007 г.
- Live at Madison Square Garden, 20 ноември 2009 г.

## Филмография
- „Млади стрелци 2“ (Young Guns II) (1990)
- „Лунна светлина и Валентино“ (Moonlight and Valentino) (1995)
- „Четецът“ (The Leading Man) (1996)
- „Малък град“ (Little City) (1997)
- Destination Anywhere (1997)
- No Looking Back (1998)
- „Трева“ (Homegrown) (1998)
- „Сексът и градът“ (Sex and the City) (1999)
- Row Your Boat (2000)
- „Подводница Ю 571“ (U-571) (2000)
- „Предай нататък“ (Pay It Forward) (2000)
- „Али Макбийл“ (Ally McBeal) (2002)
- „Вампири: Лос Муертос“ (Vampires: Los Muertos) (2002)
- „Вълк единак“ (Cry_Wolf) (2005)
- National Lampoon's Pucked (2006)
- „Западното крило“ (The West Wing) (2006)
- „Новогодишна нощ“ (New Year's Eve) (2011)